# Siegfried Reich
Siegfried Reich (Fallersleben, 29 settembre 1959) è un ex calciatore tedesco, di ruolo attaccante, due volte capocannoniere della 2. Fußball-Bundesliga (nel 1987 con 26 reti e nel 1993 con 27 reti).

## Palmarès

### Club

#### Competizioni nazionali
- 2. Fußball-Bundesliga: 1

Hannover 96: 1986-1987